# Diamond Dallas Page
Pour les articles homonymes, voir DDP.
Page Joe Falkinburg, plus connu sous le nom de Diamond Dallas Page ou DDP, est un catcheur (lutteur professionnel), acteur et producteur américain né le 5 avril 1956 à Point Pleasant dans le New Jersey. Il est principalement connu pour son travail à la World Championship Wrestling (WCW) où il a remporté une fois le championnat du monde Télévision, deux fois le championnat poids-lourds des États-Unis et trois le championnat du monde poids-lourds. De plus il a remporté à deux reprises avec Bam Bam Bigelow le championnat du monde par équipe et a remporté une fois ce titre avec Kevin Nash.

## Biographie

### Jeunesse et débuts dans le catch comme manager
Falkinburg a souffert de dyslexie et de troubles de l'attention durant son enfance.
Durant les années 1980, il travaille pour l'American Wrestling Association (AWA) ainsi que pour la Championship Wrestling from Florida (CWF) en tant que manager aidant Pat Tanaka (en) et Paul Diamond à remporter le championnat par équipe de l'AWA. En Floride, il manage notamment Bam Bam Bigelow, Colonel DeBeers (en) et Dick Slater (en). Il fait aussi une apparition à la World Wrestling Federation où il a conduit une Cadillac rose lors de WrestleMania VI. 

### World Championship Wrestling (1991-2001)
Diamond Dallas Page débute à la WCW en 1991, en tant que valet des Fabulous Freebirds. Il intègre ensuite le Power Plant de la fédération, sous les ordres de Dusty Rhodes, qui entraîne les débutants de plus de 35 ans. Utilisé pour ses premiers combats comme jobber en équipe, il apparaît pour la première fois en pay-per-view à Starrcade le 29 décembre 1991, dans un match avec Mike Graham (en) où ils perdent contre Jushin Liger et Bill Kazmaier.
En 1992, il crée un clan appelé « The Diamond Mine », auquel se joignent des catcheurs comme Scotty Flamingo ou Vinnie Vegas (Kevin Nash). L'année suivante, Page et Vegas font équipe sous le nom de « Vegas Connection » (équipe qu'il reformeront en 2000 renommée « The Insiders »), mais cela ne dure pas, car DDP se blesse et se voit renvoyé de la WCW.
Page fait son retour en 1994, accompagné de Kimberly (en) (sa femme à la ville comme à la scène) et de son garde du corps Max Muscle (en). Après une longue feud contre Dave Sullivan (en), il décroche son premier titre à Fall Brawl le 17 septembre 1995, en battant The Renegade pour le WCW World Television Championship. Des tensions naissent entre DDP et sa femme, et il la "perd" en même temps que son titre le 26 novembre à la World War 3 contre Johnny B. Badd.
En 1996, Page continue de gravir tranquillement les échelons, s'opposant notamment à la fraîchement créée nWo et Eddie Guerrero. Il affronte Guerrero le 29 décembre à Starrcade pour le WCW United States Championship alors vacant, mais perd son match. À Souled Out 1997, Kevin Nash et Scott Hall l'incitent à rejoindre la nWo. Il monte sur le ring avec eux, enfile le t-shirt du clan, mais leur applique un Diamond Cutter au moment de l'accolade.
La feud entre DDP et la nWo continue, notamment avec "Macho Man" Randy Savage. Page demande à Curt Hennig de rejoindre la WCW pour lui venir en aide, et les deux en équipe affrontent Scott Hall et Randy Savage à Bash at the Beach. Mais Hennig fait perdre DDP et se joint à la nWo. S'ensuivront encore des affrontements entre Page (parfois aidé de Sting) et les différents membres du clan, dont le leader Hollywood Hogan. DDP remporte son premier Championnat des États-Unis contre Curt Hennig le 28 décembre 1997 à Starrcade. Le 28 février à Superbrawl,Page bat Chris Benoit pour le titre US.
C'est à Spring Stampede 1998,que Page perd son titre face à Raven.
À Bash at the Beach 1998, il fait équipe avec Karl Malone contre Hulk Hogan et Dennis Rodman, mais perd le combat. Il gagnera en revanche à Road Wild de la même année, en équipe avec l'animateur de talk show Jay Leno, contre Hogan et Eric Bischoff. Le 25 octobre, à Halloween Havoc, il obtient sa première chance pour le WCW World Heavyweight Championship, mais perd contre Goldberg, alors toujours invaincu (ce combat a été élu "Match de l'année" par WCW Magazine). Le lendemain, à WCW Nitro, DDP se rattrape en gagnant le Championnat des États-Unis contre Bret Hart.
Le 11 avril 1999 à Spring Stampede, Diamond Dallas Page gagne son premier Championnat du Monde des Poids-Lourds en battant Sting, Hogan et Ric Flair. Randy Savage était l'arbitre du match. DDP défend ensuite son titre contre Goldberg mais gagne en trichant, devenant heel. Le 26 avril à Nitro, il perd son titre contre Sting dans la première heure de l'émission, mais se voit proposer une nouvelle chance le soir-même, contre Kevin Nash. Il remporte le combat, et redevient donc Champion du Monde Poids-Lourds sans avoir affronté le champion en titre. Le 9 mai à Slamboree, il perd son titre contre Nash. Il laisse alors de côté sa carrière "solo" pour catcher en équipe.
Le 31 mai, DDP gagne avec Bam Bam Bigelow le WCW World Tag Team Championship contre Raven et Perry Saturn, grâce à l'aide de Chris Kanyon. Les trois heels se font appeler la "Jersey Triad". Ils perdent le titre le 10 juin à WCW Thunder contre Saturn et Chris Benoit, mais le récupèrent trois jours plus tard à The Great American Bash. Cela conduit à Benoit,Saturn de joindre Malenko et Douglas pour former la Révolution au milieu de juillet. En août, à Road Wild, la perte du titre contre les Harlem Heat met fin à la Triad avec la défaite Page pour le titre US face à Benoit et Page feude contre ses deux anciens partenaires. Par la suite,Page feudait en septembre avec Goldberg et ses anciens alliés comme Ric Flair qui le bat à Halloween Havoc ou encore David Flair entre novembre et décembre 1999.
Le 16 avril 2000, à Spring Stampede, DDP a une nouvelle chance pour le titre Mondial des Poids-Lourds contre Jeff Jarrett. Sa femme Kimberly le trahit une nouvelle fois et Jarrett remporte la ceinture. Le mois suivant, à Slamboree, les deux adversaires s'affrontent à nouveau pour le titre dans un match à trois en cage auquel se joint l'acteur David Arquette, mais c'est ce dernier qui devient Champion du Monde en frappant Page avec la guitare de Jarrett. DDP entame ensuite une feud avec Mike Awesome.
Après quelques mois loin des rings pour cause de tournages, il revient pour former avec Kevin Nash l'équipe "The Insiders". Ils gagneront le titre de Champions du Monde par équipe contre The Perfect Event (Shawn Stasiak et Chuck Palumbo), le 26 novembre à WCW Mayhem puis le 17 décembre à Starrcade. Ils perdent leurs ceintures en janvier à WCW Sin, puis Page entame une dernière feud contre Scott Steiner, qui se terminera à WCW Greed.

### World Wrestling Federation/Entertainment (2001-2002)
Après le rachat de la WCW par la WWF, Diamond Dallas Page fait ses débuts à Raw le 18 juin 2001, dans une feud contre The Undertaker où il se démasque comme étant celui qui harcelait sa femme Sara, en la filmant et la suivant. DDP rejoint ensuite l'Alliance durant l'Invasion.
Le 9 avril 2001, à SmackDown, Page et Kanyon remportent le WWF World Tag Team Championship contre APA. Ils perdent le titre le 19 août à Summerslam contre The Undertaker et Kane dans un match en cage. DDP se blesse, ce qui l'éloigne quelque temps du ring. Il revient en novembre, mais n'apparaît alors que très peu.
Le 31 janvier 2002, à SmackDown, il remporte le WWF European Championship contre Christian. Il conserve son titre à WrestleMania X8 face à Christian Il perd le titre le 19 mars contre William Regal, toujours à SmackDown. Page traînant toujours plusieurs blessures, il voit son contrat ne pas être renouvelé à la WWE. La dernière apparition de Page était à WWE SmackDown en battant Hardcore Holly en avril 2002 avant Backlash!

### Total Nonstop Action Wrestling (2004-2005)
Le 1er avril 2004, DDP annonce sur son site officiel son retour sur les rings. Il lutte dans plusieurs férédations indépendantes, avant de rejoindre la TNA le 12 novembre, pour feuder avec Raven et Erik Watts.
Le 13 mars 2005, à Destination X, il combat pour le NWA World Heavyweight Championship, mais perd contre Jeff Jarrett, à cause d'une intervention de Monty Brown. 

### Retour a la WWE (2011-...)
Page quitte la TNA peu de temps après. Lors du Raw Roulette du 27 juin 2011, il fait son retour avec Shawn Michaels pour faire une promotion du DVD sur WCW nitro en parlant avec Booker T
Lors du Raw SuperShow du 2 juillet 2012, il fait un retour en faisant un Diamond Cutter à Heath Slater qui venait de battre Doink The Clown. Lors du PPV Royal Rumble (2015), il participe au Royal Rumble Match mais se fait éliminer par Rusev. A WrestleMania 32 Il participe à la bataille royale du André The Giant Memorial Battle Royal Match et se fait éliminer par Konnor (2016).

### Hall Of Fame (2017)
Lors du Raw du lundi 20 février 2017 au Staple Center de Los Angeles en Californie, il a été introduit au WWE Hall Of Fame de la Classe 2017.

## Palmarès
- Pro Wrestling Illustrated
  - PWI Most Improved Wrestler of the Year (1995)
  - PWI Feud of the Year (1997) vs. Macho Man Randy Savage
  - Classé 4e des 500 meilleurs catcheurs en 1997 et 1998
  - Classé 6e des 500 meilleurs catcheurs en 1999
  - PWI Most Hated Wrestler of the Year (1999)
  - 4e catcheur de l'année 1997
  - 3e catcheur de l'année 1998
  - 4e catcheur le plus populaire de l'année 1997 et 1998
- Swiss Wrestling Federation
  - 1 fois SWF Heavyweight Championship (1 fois
  - World Championship Wrestling
    - 2 fois WCW United States Heavyweight Championship
    - 3 fois WCW World Heavyweight Championship
    - 4 fois WCW World Tag Team Championship – avec Kevin Nash (2) et Chris Kanyon (1) et Bam Bam Bigelow (1)
    - 1 fois WCW World Television Championship (1 fois)

  - World Wrestling Federation
    - WWF European Championship
    - WWF Tag Team Championship – avec Kanyon

  - World Wrestling Entertainment
    - WWE Hall of Fame 2017
- Wrestling Observer Newsletter awards
  - Best Wrestling Maneuver (1997) Diamond Cutter
  - Most Improved Wrestler (1996)
  - Worst Gimmick (2001)

## Filmographie

### comme acteur
- 1999 : Garde rapprochée (First Daughter) (TV) : Dirk Lindman
- 2000 : Ça va brasser! (Ready to Rumble) : DDP
- 2004 : The Scam Artist : Lenny
- 2005 : Nice Guys : Sleezy Guy
- 2005 : The Devil's Rejects : Billy Ray Snapper
- 2005 : UPW: Overload (vidéo) : Diamond Dallas Page
- 2005 : Bald : Huge Bruce
- 2005 : 40 ans, toujours puceau (The 40 Years Old Virgin) : Scène coupée
- 2006 : Jack's Law : Spider Benson
- 2006 : Splinter : Detective Stiles
- 2006 : Hood of Horror de Stacy Title : Jersey
- 2006 : Driftwood : Captain Kennedy
- 2011 : Black River avec Hulk Hogan
- 2012 : Gallow Walkers (Gallowwalkers) : Scorpius
- 2022 : The Guardians of Justice : Knight Hawk

### comme producteur
- 2004 : The Scam Artist

## Publications en anglais
- avec Larry Genta, (en) Positively Page : The Diamond Dallas Page Journey, Positive Pubns Ltd, 2000, 443 p. (ISBN 978-1880325285)
- avec Craig Aaron, (en) Yoga for Regular Guys : The Best Damn Workout on the Planet!, Quirk Books, 2005, 192 p. (ISBN 978-1594740794)
- (en) Positively Unstoppable : The Art of Owning It, Rodale Books, 2019, 304 p. (ISBN 978-1635650204)